# Серж Гакпе
Серж Гакпе́ (фр. Serge Gakpé; нар. 7 травня 1987, Бонді, Франція) — тоголезький футболіст, нападник національної збірної Того та французького клубу «Ам'єн».

## Клубна кар'єра
Вихованець юнацької команди футбольного клубіу «Монако».
У дорослому футболі дебютував 2004 року виступами за команду того ж клубу, де провів п'ять сезонів, взявши участь у 91 матчі чемпіонату. 
Згодом з 2010 по 2015 рік грав у складі команд клубів «Тур», «Нант» та «Стандард» (Льєж).
Протягом 2015—2017 років захищав кольори клубу «Дженоа», звідки двічі по півроку віддавався до оренди до «Аталанти» та «К'єво».
До складу клубу «Ам'єн» перейшов улітку 2017 року.

## Виступи за збірні
2002 року дебютував у складі юнацької збірної Франції, взяв участь у 30 іграх на юнацькому рівні, відзначившись одним забитим голом.
Протягом 2007–2008 років залучався до складу молодіжної збірної Франції. На молодіжному рівні зіграв у 6 офіційних матчах, забив 1 гол.
2009 року дебютував в офіційних матчах у складі національної збірної Того.
У складі збірної був учасником Кубка африканських націй 2010 року в Анголі, Кубка африканських націй 2013 року у ПАР, Кубка африканських націй 2017 року у Габоні.
| Дата       | Місто       | Господарі    | Результат | Гості        | Турнір                                  | Голи | Примітки |
| ---------- | ----------- | ------------ | --------- | ------------ | --------------------------------------- | ---- | -------- |
| 10-10-2009 | Яунде       | Камерун      | 1 – 0     | Того         | Відбір до ЧС 2010                       | -    | 16'      |
| 14-10-2009 | Повіт Міяґі | Японія       | 5 – 0     | Того         | товариський матч                        | -    |          |
| 14-11-2009 | Ломе        | Того         | 1 – 0     | Габон        | Відбір до ЧС 2010                       | -    | 83'      |
| 9-7-2010   | Ломе        | Того         | 1 – 1     | Малаві       | Відбір до Кубка африканських націй 2012 | -    | 60'      |
| 4-9-2010   | Габороне    | Ботсвана     | 2 – 1     | Того         | Відбір до Кубка африканських націй 2012 | 1    | 58'      |
| 10-10-2010 | Ломе        | Того         | 1 – 2     | Туніс        | Відбір до Кубка африканських націй 2012 | -    |          |
| 8-10-2011  | Радес       | Туніс        | 2 – 0     | Того         | Відбір до Кубка африканських націй 2012 | -    |          |
| 11-11-2011 | Бісау       | Гвінея-Бісау | 1 – 1     | Того         | Відбір до ЧС 2014                       | 1    | 55'      |
| 15-11-2011 | Ломе        | Того         | 1 – 1     | Гвінея-Бісау | Відбір до ЧС 2014                       | -    |          |
| 29-2-2012  | Найробі     | Кенія        | 2 – 1     | Того         | Відбір до Кубка африканських націй 2013 | -    |          |
| 3-6-2012   | Ломе        | Того         | 1 – 1     | Лівія        | Відбір до ЧС 2014                       | -    |          |
| 10-6-2012  | Кіншаса     | ДР Конго     | 2 – 0     | Того         | Відбір до ЧС 2014                       | -    | 53'      |
| 16-6-2012  | Ломе        | Того         | 1 – 0     | Кенія        | Відбір до Кубка африканських націй 2013 | 1    |          |
| 8-9-2012   | Лібревіль   | Габон        | 1 – 1     | Того         | Відбір до Кубка африканських націй 2013 | -    |          |
| 22-1-2013  | Рустенбург  | Кот-д'Івуар  | 2 – 1     | Того         | Кубок африканських націй 2013           | -    | 61'      |
| 26-1-2013  | Рустенбург  | Алжир        | 0 – 2     | Того         | Кубок африканських націй 2013           | -    | 73'      |
| 30-1-2013  | Нельспрюйт  | Того         | 1 – 1     | Туніс        | Кубок африканських націй 2013           | 1    | 75'      |
| 3-2-2013   | Нельспрюйт  | Буркіна-Фасо | 1 – 0     | Того         | Кубок африканських націй 2013           | -    |          |
| 23-3-2013  | Бамако      | Камерун      | 2 – 1     | Того         | Відбір до Кубка африканських націй 2015 | -    |          |
| 9-6-2013   | Ломе        | Того         | 0 – 3     | Камерун      | Відбір до Кубка африканських націй 2015 | -    | 67'      |
| 14-6-2013  | Триполі     | Лівія        | 2 – 0     | Того         | Відбір до Кубка африканських націй 2015 | -    | 60'      |
| 8-9-2013   | Ломе        | Того         | 2 – 1     | ДР Конго     | Відбір до Кубка африканських націй 2015 | -    | 68'      |
| 5-9-2014   | Касабланка  | Гвінея       | 2 – 1     | Того         | Відбір до Кубка африканських націй 2015 | -    |          |
| 10-9-2014  | Ломе        | Того         | 2 – 3     | Гана         | Відбір до Кубка африканських націй 2015 | -    | 82'      |
| 11-10-2014 | Кампала     | Уганда       | 0 – 1     | Того         | Відбір до Кубка африканських націй 2015 | -    |          |
| 15-10-2014 | Ломе        | Того         | 1 – 0     | Уганда       | Відбір до Кубка африканських націй 2015 | -    |          |
| 15-11-2014 | Ломе        | Того         | 1 – 4     | Гвінея       | Відбір до Кубка африканських націй 2015 | -    |          |
| 19-11-2014 | Кумасі      | Гана         | 3 – 1     | Того         | Відбір до Кубка африканських націй 2015 | -    | 80'      |
| 14-6-2015  | Ломе        | Того         | 2 – 1     | Ліберія      | Відбір до Кубка африканських націй 2015 | -    |          |
| 12-11-2015 | Ломе        | Того         | 0 – 1     | Уганда       | Відбір до ЧС 2018                       | -    | 46'      |
| 15-11-2015 | Кампала     | Уганда       | 3 – 0     | Того         | Відбір до ЧС 2018                       | -    | 51'      |
| Усього     |             | Матчів       | 31        |              | Голів                                   | 4    |          |

## Титули і досягнення
- Переможець Кубка Меридіан: 2005